# Oodaaq Ø
Oodaaq Ø er en grønlandsk ø, hvis den regnes for en ø, verdens nordligste landpunkt. Øen er en 15 m lang og 8 m bred sandbanke 1360 meter nord for Kaffeklubben Ø.
Oodaaq ligger på 83°40’32.5"N, 30°40’10.1"W, kun 600 km syd for Nordpolen. Det er stadig ikke helt afklaret om Oodaaq er en ø. Da sandbanker som Oodaaq kan fjernes af isskruninger, skabes på ny eller lægges igen et andet sted. Hvis polarhavet en dag bliver isfrit, vil den første storm udslette alle de små holme. 
Oodaaq ø blev opdaget, da danske landmålere med en helikopter i 1989 landede på sandbanken, og opkaldte den efter en Inuit, som var med Robert E. Peary til Nordpolen.
Indtil 1996 regnedes øen for at være stabil. Men området ændres hele tiden af havets metertykke is, og også her kan forskerne måske skaffe sig ny viden ved hjælp af radarmålinger.
I 2021 fandt en ekspedition fra Københavns Universitet en anden ø 780 meter nord for Oodaaq Øa. Den nyopdagede og ikke-navngivne ø er ca. 30 gange 60 meter stor, men den betegnes som er "kortlivet ø" som kan forsvinde igen hvis der kommer en kraftig storm i området.

## Ny viden
I august 2022 fastslog ekspeditionen "Leister Go North 2022" endeligt, at både Oodaaq Ø og andre nærliggende "øer" i virkeligheden er isbjerge, som på overfladen er dækket af jord og grus.

## Ekstern henvisning
- Beretning fra en ekspedition i 1996 til Oodaaq ø Arkiveret 1. maj 2008 hos  Wayback Machine Engelsk

83°40′32″N 30°40′10″V / 83.67556°N 30.66944°V